# Lokarje
Lokarje – wieś w Słowenii, w gminie Šentjur. W 2018 roku liczyła 108 mieszkańców.